# Jurich Carolina
Jurich Christopher Alexander Carolina (Willemstad (Curaçao),15 juli 1998) is een Curaçaos-Nederlands voetballer die doorgaans als centrale verdediger speelt. Hij verruilde Miedź Legnica in 2024 voor Borac Banja Luka.

## Carrière
Carolina verruilde in 2015 AZ voor PSV, waar hij zijn handtekening zette onder een driejarige verbintenis. Hij debuteerde op 10 augustus 2015 voor Jong PSV in de Eerste divisie, tegen Go Ahead Eagles. Hij viel na 58 minuten in voor Hjörtur Hermannsson. Jong PSV won het duel met het kleinste verschil na een treffer van Olivier Rommens.
Hij verruilde PSV in juli 2018 transfervrij voor NAC Breda. In februari 2020 ging hij naar het Poolse Stomil Olsztyn dat uitkomt in de I liga. Een jaar later maakte hij de overstap naar Miedź Legnica. In 2024 verkaste Carolina naar Borac Banja Luka uit Bosnië en Herzegovina.

## Clubstatistieken
| Seizoen     | Club           | Competitie     | Competitie | Competitie | Beker | Beker | Internationaal | Internationaal | Totaal | Totaal |
| Seizoen     | Club           | Competitie     | Wed.       | Dlp.       | Wed.  | Dlp.  | Wed.           | Dlp.           | Wed.   | Dlp.   |
| ----------- | -------------- | -------------- | ---------- | ---------- | ----- | ----- | -------------- | -------------- | ------ | ------ |
| 2015/16     | Jong PSV       | Eerste divisie | 9          | 0          | 0     | 0     | —              | —              | 9      | 0      |
| 2016/17     | Jong PSV       | Eerste divisie | 18         | 0          | 0     | 0     | —              | —              | 18     | 0      |
| 2017/18     | Jong PSV       | Eerste divisie | 31         | 0          | 0     | 0     | —              | —              | 31     | 0      |
| 2018/19     | NAC Breda      | Eredivisie     | 6          | 0          | 1     | 0     | —              | —              | 7      | 0      |
| 2018/19     | → FC Den Bosch | Eerste divisie | 0          | 0          | 0     | 0     | —              | —              | 0      | 0      |
| Club totaal | Club totaal    | Club totaal    | 64         | 0          | 1     | 0     | 0              | 0              | 65     | 0      |

Bijgewerkt tot en met 22 mei 2019

## Interlandcarrière
Carolina debuteerde in 2015 in Nederland -19. Daarmee nam hij in juli 2016 deel aan het EK -19. Hij maakte op 24 maart 2018 zijn debuut in het Curaçaos voetbalelftal, waarmee hij in vier dagen twee oefeninterlands tegen Bolivia speelde.
| Interlands van Jurich Carolina voor Curaçao | Interlands van Jurich Carolina voor Curaçao | Interlands van Jurich Carolina voor Curaçao | Interlands van Jurich Carolina voor Curaçao | Interlands van Jurich Carolina voor Curaçao | Interlands van Jurich Carolina voor Curaçao |
| №                                           | Datum                                       | Wedstrijd                                   | Uitslag                                     | Competitie                                  |                                             |
| Als speler bij Jong PSV                     | Als speler bij Jong PSV                     | Als speler bij Jong PSV                     | Als speler bij Jong PSV                     | Als speler bij Jong PSV                     | Als speler bij Jong PSV                     |
| ------------------------------------------- | ------------------------------------------- | ------------------------------------------- | ------------------------------------------- | ------------------------------------------- | ------------------------------------------- |
| 1.                                          | 23 maart 2018                               | Curaçao – Bolivia                           | 1 – 1                                       | Vriendschappelijk                           |                                             |
| 2.                                          | 26 maart 2018                               | Curaçao – Bolivia                           | 1 – 0                                       | Vriendschappelijk                           |                                             |
| Als speler bij NAC Breda                    |                                             |                                             |                                             |                                             |                                             |
| 3.                                          | 10 september 2018                           | Curaçao – Grenada                           | 10 – 0                                      | Kwalificatie Nations League                 |                                             |
| 4.                                          | 12 oktober 2018                             | Amerikaanse Maagdeneilanden – Curaçao       | 0 – 5                                       | Kwalificatie Nations League                 |                                             |
| 5.                                          | 19 november 2018                            | Curaçao – Guadeloupe                        | 6 – 0                                       | Kwalificatie Nations League                 |                                             |
| Als speler bij FC Den Bosch                 |                                             |                                             |                                             |                                             |                                             |
| 6.                                          | 23 maart 2019                               | Antigua en Barbuda – Curaçao                | 2 – 1                                       | Kwalificatie Nations League                 |                                             |
| 7.                                          | 5 juni 2019                                 | India – Curaçao                             | 1 – 3                                       | King's Cup                                  |                                             |
| 8.                                          | 8 juni 2019                                 | Vietnam – Curaçao                           | 1 – 1 (5 – 6 wns)                           | King's Cup                                  |                                             |

Bijgewerkt t/m 8 juni 2019.